# 飯川光誠
飯川光誠（生年不詳－卒年不詳）是日本戰國時代至安土桃山時代武將。能登畠山氏家臣。通稱新次郎。官位是大炊助、主計助、若狭守。
畠山義總的寵臣半隱齋宗春的親戚（可能是孫兒）。飯川氏是前能登守護家吉見氏的守護代。而光誠則成為第二次畠山七人眾的年寄眾。在弘治之內亂中擔任畠山義綱與土豪眾的仲介役，在義綱專制時期輔助義綱並常常跟隨義綱有活躍的表現。永祿九年之政變中義綱在能登被追放時亦追隨義綱逃亡到近江國，成為義綱亡命政府的中樞。
在元龜4年・天正元年（1573年）入道，法號是若狭入道宗玄。